# Ostrobotnia de Sud
Ostrobotnia de Sud (finlandeză Etelä-Pohjanmaan maakunta, suedeză Södra Österbottens landskap) este una dintre cele 20 regiuni ale Finlandei. Capitala sa este orașul Seinäjoki.

## Comune
Ostrobotnia de Sud are în componență 26 comune:
| - Alahärmä - Alajärvi - Alavus - Evijärvi - Ilmajoki - Isojoki - Jalasjärvi - Jurva - Karijoki - Kauhajoki - Kauhava - Kortesjärvi - Kuortane | - Kurikka - Lappajärvi - Lapua - Lehtimäki - Nurmo - Seinäjoki - Soini - Teuva - Töysä - Vimpeli - Ylihärmä - Ylistaro - Ähtäri |

1. ↑   (PDF) https://www.maanmittauslaitos.fi/sites/maanmittauslaitos.fi/files/attachments/2021/01/Vuoden_2021_pinta-alatilasto_kunnat_maakunnat.pdf Lipsește sau este vid: |title= (ajutor)